# 杜家村镇
杜家村镇，是中华人民共和国山西省忻州市静乐县下辖的一个乡镇级行政单位。2021年5月，撤销堂尔上乡，整建制并入杜家村镇。以原堂尔上乡和原杜家村镇的行政区域为杜家村镇的行政区域。

## 行政区划
杜家村镇下辖以下地区：
舍科村、高家村、磨管峪村、庄车坪村、史家沟村、杜家村、上村、石寨子村、前文明村、李家湾村、后文明村、七泉坪村、任家村、西窑村、孔仑滩村、井沟村、苏家堡村、曲峪村、鱼子里村、刁儿沟村、青羊尾村、康家圪洞村、大汉沟村、小汉沟村、五枪村、芦草沟村、中庄沟村、泥河岭村、阳坡塔村、黑土塔村、火石沟村和炭窑积村。